# 勝川春紅
勝川 春紅（かつかわ しゅんこう、生没年不詳）とは、江戸時代の浮世絵師。

## 来歴
勝川春章の門人とも、または勝川春英の門人ともいわれる。勝川の画姓を称し春紅と号す。作画期は寛政から文化にかけての頃で、錦絵の浮絵、役者絵、風俗画を描いた。

## 作品
- 「山王祭礼之図」　大判錦絵3枚続
- 「浮絵江戸高輪日ノ出之図」　横大判錦絵　※丸屋甚八版
- 「浮絵江都増上寺之図」　横大判錦絵
- 「夜の両国」　大判錦絵
- 「瀬川路考の所作」　大判錦絵揃物（「鹿島をとり」、「花むすめ」、「黒木売」など）　文化2年
- 「三世坂東三津五郎と初世尾上栄三郎」　大判錦絵　文化2年